# Бенафарсес
Бенафарсес (ісп. Benafarces) — муніципалітет в Іспанії, у складі автономної спільноти Кастилія-і-Леон, у провінції Вальядолід. Населення — 90 осіб (2010).
Муніципалітет розташований на відстані близько 190 км на північний захід від Мадрида, 46 км на захід від Вальядоліда.

## Демографія
Динаміка населення (INE ):